# Temporada 1977-78 de los Denver Nuggets
La temporada 1977-78 fue la segunda de los Denver Nuggets en la NBA, tras la fusión de la liga con la ABA, donde había jugado nueve temporadas. La temporada regular acabó con 48 victorias y 34 derrotas, ocupando el segundo puesto de la conferencia Oeste, clasificándose para los playoffs, en los que cayeron en finales de confencia ante los Seattle SuperSonics.

## Elecciones en elDraft
| Ronda | Puesto | Jugador         | Posición | Nacionalidad   | Universidad    |
| ----- | ------ | --------------- | -------- | -------------- | -------------- |
| 1     | 9      | Tom LaGarde     | Pívot    | Estados Unidos | North Carolina |
| 1     | 21     | Anthony Roberts | Alero    | Estados Unidos | Oral Roberts   |
| 3     | 65     | Robert Smith    | Base     | Estados Unidos | UNLV           |

## Temporada regular
| División Medio Oeste | División Medio Oeste | División Medio Oeste | División Medio Oeste | División Medio Oeste | División Medio Oeste | División Medio Oeste | División Medio Oeste | División Medio Oeste |
| Equipo               | G                    | P                    | %                    | PD                   | Casa                 | Fuera                | Div                  |                      |
| -------------------- | -------------------- | -------------------- | -------------------- | -------------------- | -------------------- | -------------------- | -------------------- | -------------------- |
| y-Denver Nuggets     | 48                   | 34                   | .585                 | –                    | 33–8                 | 15–26                | 11–9                 |                      |
| x-Milwaukee Bucks    | 44                   | 38                   | .537                 | 4                    | 28–13                | 16–25                | 14–6                 |                      |
| Chicago Bulls        | 40                   | 42                   | .488                 | 8                    | 29–12                | 11–30                | 8–12                 |                      |
| Detroit Pistons      | 38                   | 44                   | .463                 | 10                   | 24–17                | 14–27                | 8–12                 |                      |
| Indiana Pacers       | 31                   | 51                   | .378                 | 17                   | 21–20                | 10–31                | 8–12                 |                      |
| Kansas City Kings    | 31                   | 51                   | .378                 | 17                   | 22–19                | 9–32                 | 11–9                 |                      |

## Playoffs

### Semifinales de Conferencia
Denver Nuggets vs. Milwaukee Bucks 
| Fecha       | Partido                                 | Ciudad    |
| ----------- | --------------------------------------- | --------- |
| 18 de abril | Denver Nuggets 119, Milwaukee Bucks 103 | Denver    |
| 21 de abril | Denver Nuggets 127, Milwaukee Bucks 111 | Denver    |
| 23 de abril | Milwaukee Bucks 143, Denver Nuggets 112 | Milwaukee |
| 25 de abril | Milwaukee Bucks 104, Denver Nuggets 118 | Milwaukee |
| 28 de abril | Denver Nuggets 112, Milwaukee Bucks 117 | Denver    |
| 30 de abril | Milwaukee Bucks 119, Denver Nuggets 91  | Milwaukee |
| 3 de mayo   | Denver Nuggets 116, Milwaukee Bucks 110 | Denver    |
|             | Denver Nuggets gana las series 4-3      |           |

### Finales de Conferencia
Denver Nuggets vs. Seattle SuperSonics 
| Fecha      | Partido                                     | Ciudad  |
| ---------- | ------------------------------------------- | ------- |
| 5 de mayo  | Denver Nuggets 116, Seattle SuperSonics 107 | Denver  |
| 7 de mayo  | Denver Nuggets 111, Seattle SuperSonics 121 | Denver  |
| 10 de mayo | Seattle SuperSonics 105, Denver Nuggets 91  | Seattle |
| 12 de mayo | Seattle SuperSonics 100, Denver Nuggets 94  | Seattle |
| 14 de mayo | Denver Nuggets 123, Seattle SuperSonics 114 | Denver  |
| 17 de mayo | Seattle SuperSonics 123, Denver Nuggets 108 | Seattle |
|            | Seattle SuperSonics gana las series 4-2     |         |

## Estadísticas
| Rk | Jugador         | Edad | P  | PT | MP   | TC   | TCI  | %TC  | TL  | TLI | %TL  | RO  | RD  | RT   | AS  | RB  | TAP | BP  | FP  | PTS  |
| -- | --------------- | ---- | -- | -- | ---- | ---- | ---- | ---- | --- | --- | ---- | --- | --- | ---- | --- | --- | --- | --- | --- | ---- |
| 1  | David Thompson  | 23   | 80 |    | 37.8 | 10.3 | 19.8 | .521 | 6.5 | 8.4 | .778 | 2.0 | 2.9 | 4.9  | 4.5 | 1.2 | 1.2 | 3.1 | 2.7 | 27.2 |
| 2  | Dan Issel       | 29   | 82 |    | 34.8 | 8.0  | 15.7 | .512 | 5.2 | 6.7 | .782 | 3.1 | 7.0 | 10.1 | 3.7 | 1.2 | 0.5 | 3.2 | 3.4 | 21.3 |
| 3  | Bob Wilkerson   | 23   | 81 |    | 34.3 | 4.7  | 11.6 | .408 | 1.9 | 2.6 | .748 | 1.2 | 4.6 | 5.9  | 5.4 | 1.6 | 0.3 | 3.6 | 3.4 | 11.4 |
| 4  | Bobby Jones     | 26   | 75 |    | 32.5 | 5.9  | 10.1 | .578 | 2.8 | 3.7 | .751 | 2.2 | 6.3 | 8.5  | 3.4 | 1.8 | 1.7 | 2.6 | 2.9 | 14.5 |
| 5  | Brian Taylor    | 26   | 39 |    | 31.3 | 4.7  | 10.3 | .452 | 2.3 | 2.9 | .765 | 0.8 | 1.7 | 2.5  | 3.4 | 1.8 | 0.2 | 2.0 | 3.1 | 11.6 |
| 6  | Darnell Hillman | 28   | 33 |    | 22.6 | 3.2  | 6.3  | .498 | 1.5 | 2.5 | .605 | 2.2 | 5.0 | 7.2  | 1.6 | 0.4 | 1.1 | 2.0 | 3.9 | 7.8  |
| 7  | Jim Price       | 28   | 49 |    | 22.2 | 2.9  | 6.0  | .481 | 1.0 | 1.3 | .773 | 0.6 | 2.6 | 3.2  | 3.2 | 1.4 | 0.1 | 2.1 | 2.4 | 6.8  |
| 8  | Anthony Roberts | 22   | 82 |    | 19.5 | 3.8  | 9.0  | .423 | 1.9 | 2.6 | .722 | 1.6 | 2.6 | 4.3  | 1.3 | 0.5 | 0.1 | 1.4 | 2.6 | 9.5  |
| 9  | Ralph Simpson   | 28   | 32 |    | 18.3 | 2.3  | 7.2  | .317 | 1.0 | 1.3 | .775 | 0.8 | 1.5 | 2.3  | 2.3 | 1.3 | 0.1 | 1.5 | 1.3 | 5.5  |
| 10 | Bo Ellis        | 23   | 78 |    | 15.6 | 1.7  | 4.1  | .416 | 0.9 | 1.3 | .692 | 1.5 | 2.4 | 3.9  | 0.9 | 0.6 | 0.6 | 1.3 | 2.7 | 4.3  |
| 11 | Mack Calvin     | 30   | 77 |    | 12.8 | 1.9  | 4.3  | .441 | 2.2 | 2.7 | .840 | 0.1 | 0.9 | 1.1  | 1.9 | 0.6 | 0.1 | 1.4 | 1.1 | 6.1  |
| 12 | Tom LaGarde     | 22   | 77 |    | 11.3 | 1.2  | 3.1  | .405 | 1.5 | 1.9 | .760 | 1.0 | 1.8 | 2.8  | 0.6 | 0.2 | 0.2 | 1.3 | 1.9 | 4.0  |
| 13 | Robert Smith    | 22   | 45 |    | 8.4  | 1.1  | 2.2  | .515 | 0.5 | 0.5 | .875 | 0.1 | 0.7 | 0.8  | 0.9 | 0.4 | 0.1 | 0.4 | 1.2 | 2.7  |
| 14 | Jacky Dorsey    | 23   | 7  |    | 5.3  | 0.4  | 1.7  | .250 | 0.4 | 0.7 | .600 | 0.7 | 2.1 | 2.9  | 0.3 | 0.3 | 0.3 | 0.4 | 1.3 | 1.3  |
| 15 | Norm Cook       | 22   | 2  |    | 5.0  | 0.5  | 1.5  | .333 | 0.0 | 0.0 |      | 0.5 | 1.0 | 1.5  | 0.5 | 0.0 | 0.0 | 0.0 | 2.0 | 1.0  |

## Galardones y récords
| Jugador        | Galardón                                    |
| David Thompson | Mejor quinteto de la NBA All-Star           |
| Bobby Jones    | Mejor quinteto defensivo de la NBA All-Star |